# Videoton
Videoton ist ein ungarischer Auftragshersteller, der Electronic Manufacturing Services (EMS) anbietet. In der Rangliste von Manufacturing Market Insider stand das Unternehmen im Jahr 2006 in den Top 30 weltweit und in den Top 5 in der EU.

## Geschichte
Videoton wurde 1938 gegründet. Das staatliche Unternehmen entwickelte, fertigte und vertrieb ab 1955 Produkte der Unterhaltungselektronik, IT und Militärelektronik unter eigenem Markennamen. Dank Videoton gehörte die Ungarische Volksrepublik neben der DDR aufgrund des erreichten Technologie-Niveaus zu den auf dem Gebiet der elektronischen Rechentechnik führenden RGW-Ländern. Nach der politischen Wende hatte das staatliche Unternehmen seine Märkte verloren. In einer öffentlichen Ausschreibung erwarben die aktuellen Gesellschafter und eine ungarische Bank die Vermögenswerte des Unternehmens.
Im Jahr 1992 wurde Videoton reorganisiert. Es wurden Unterauftragsaktivitäten – die Realisierung von Outsourcing- und Transfer-Projekten – für Kunden aus der Unterhaltungselektronik, der Automatisierung und der Automobilindustrie eingeführt. Private Gesellschafter übernahmen 1996 das Unternehmen vollständig (fremdfinanzierte Übernahme). Von 1995 bis 1997 kam es in Ungarn zur Akquisition für Kapazitätserweiterung: Es wurden einige neue Fertigungsstandorte eröffnet. Videoton startete die ersten Projekte in der Haushaltsgeräte-Industrie. Ab 1998 bot Videoton eine Komplettlösung inklusive Materialbeschaffung, Teilefertigung, Endmontage und Prüfung sowie Dienstleistungen in Finanzierung und Engineering an. Erste Tätigkeiten in Bereich der Industrieelektronik wurden aufgenommen.
Videoton wurde nach der Akquisition von DZU AD in Stara Sagora (Bulgarien) zu einem regionalen CEM-Unternehmen. Im Jahr 2002 war Videoton das größte unabhängige EMS-Unternehmen in Mittel-Ost-Europa. 2005 begann man damit, ein ODM-Anbieter in bestimmten Marktsegmenten zu werden. Der neue Fertigungsstandort in der Ukraine wurde 2009 eröffnet. 2010 trat man in neue Märkte wie Ökoenergie und Luft- und Filtertechnik ein. 
2011 übernahm Videoton 94 % der Anteile an Ventifilt Zrt., einem Unternehmen der industriellen Lufttechnik, das sich auf Design, Herstellung und Vor-Ort-Installation von Anlagen spezialisiert, die die Umweltverschmutzung reduzieren.
Aus den Unternehmen auf der Top-200-Liste von Figyelő wurde 2014 Videoton Holding ZRt. Im gleichen Jahr wurde es mit dem Bisnode Reliability Award ausgezeichnet.

## Unternehmensprofil

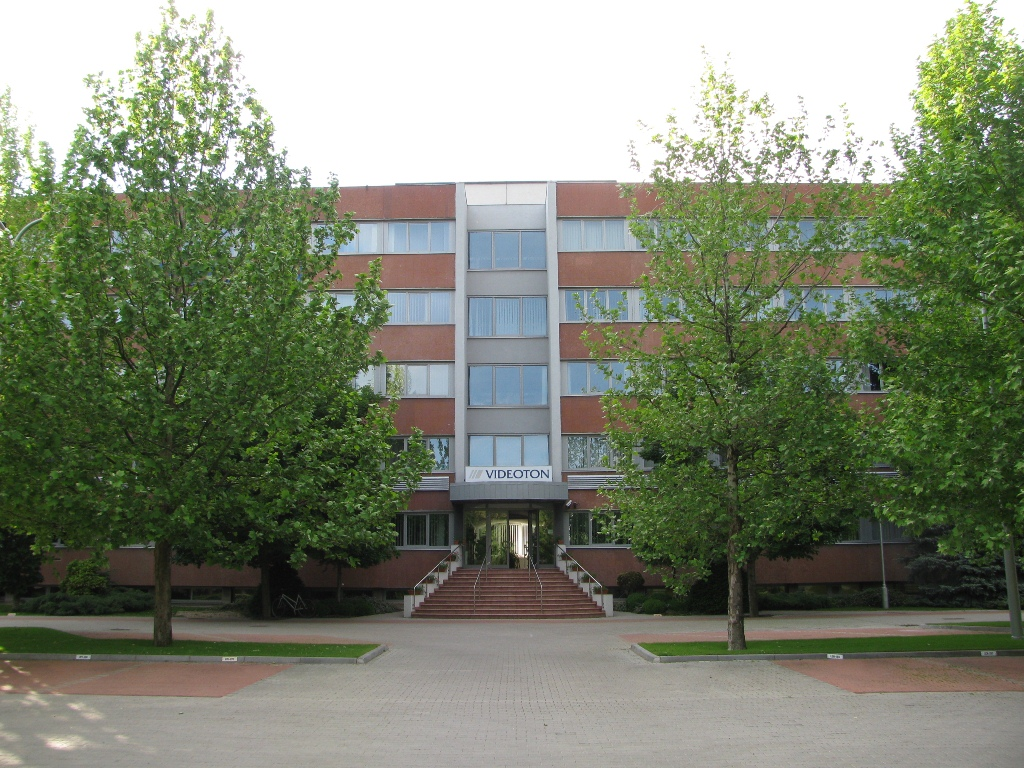
Videoton in Székesfehérvár

Videoton ist ein Multi-Commodity-Zulieferant von Teilen, Baugruppen, Modulen, kompletten Produkten und Geräten, auf Basis ihrer Kernaktivitäten wie Elektronik, Kunststoffspritzguss, Stanzen, mechanische Bearbeitung, Werkzeugbau, Oberflächenbehandlung und Montage.
Die Gruppe enthält 19 spezialisierte mittelständische Tochterunternehmen, die hauptsächlich Kunden aus den Bereichen Automobilindustrie, Haushaltsgeräte und Industrieanwendungen beliefern.
Die Töchter teilen sich in zwei Kategorien auf: Fertigungsunternehmen und Anbieter von Dienstleistungen. 
Die Dienstleistungen der vertikal integrierten Fertigung der Videoton-Gruppe reichen von Teilefertigung über Endmontage und Prüfung bis zum Transport oder Distribution der gefertigten Produkte.